# Hanna-Barbera Studios Europe
Hanna-Barbera Studios Europe (noto precedentemente come Cartoon Network Development Studio Europe, dal 18 settembre 2007 fino al 24 giugno 2019, e Cartoon Network Studios Europe, dal 20 novembre 2017 al 7 aprile 2021), è uno studio di animazione britannico con sede a Londra appartenente alla Warner Bros. Television Studios UK, una divisione della Warner Bros. Discovery International. Il nome dello studio deriva dalla vecchia casa di produzione statunitense Hanna-Barbera, fondata il 7 luglio 1957 da William Hanna, Joseph Barbera e George Sidney.

## Serie TV
| Titolo                                        | Prima TV                           | Numero di episodi |
| --------------------------------------------- | ---------------------------------- | ----------------- |
| Lo straordinario mondo di Gumball             | 3 maggio 2011 – 24 giugno 2019     | 240               |
| Wacky Races (serie animata 2017)              | 6 novembre 2017 – 14 novembre 2019 | 78                |
| Il principe Ivandoe                           | 20 novembre 2017 - 16 gennaio 2024 | 40                |
| Elliott il terrestre                          | 29 marzo - 9 aprile 2021           | 16                |
| Lo strano e meraviglioso mondo di Gumball     | 2025 (in arrivo)                   | 2025 (in arrivo)  |
| Reboot de Gli amici immaginari di casa Foster | TBA                                | TBA               |
| Secondo reboot de Le Superchicche             | TBA                                | TBA               |

## Film
| Titolo                             | Prima TV |
| ---------------------------------- | -------- |
| The Amazing World of Gumball Movie | TBA      |

## Loghi

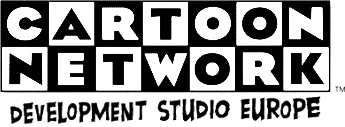
18 settembre 2007 - 24 giugno 2019 (utilizzato nella serie Lo Straordinario Mondo di Gumball)
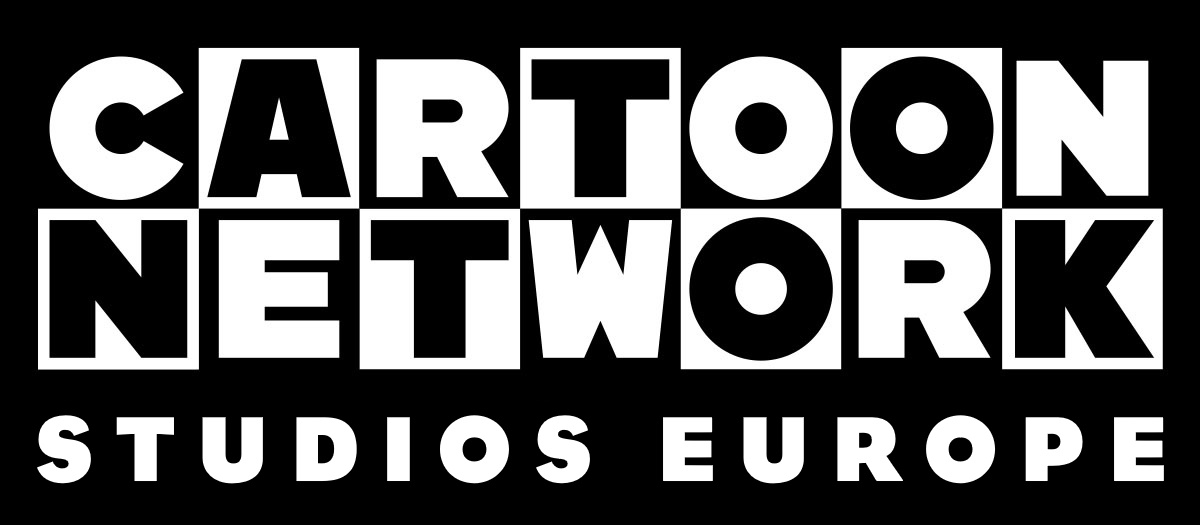
20 novembre 2017 - 7 aprile 2021
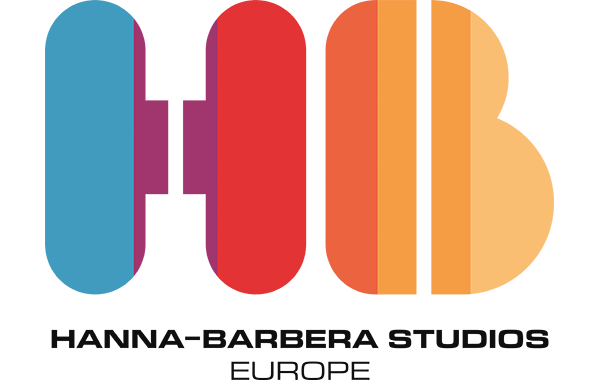
In uso dal 7 aprile 2021